# Johann Christoph Kees

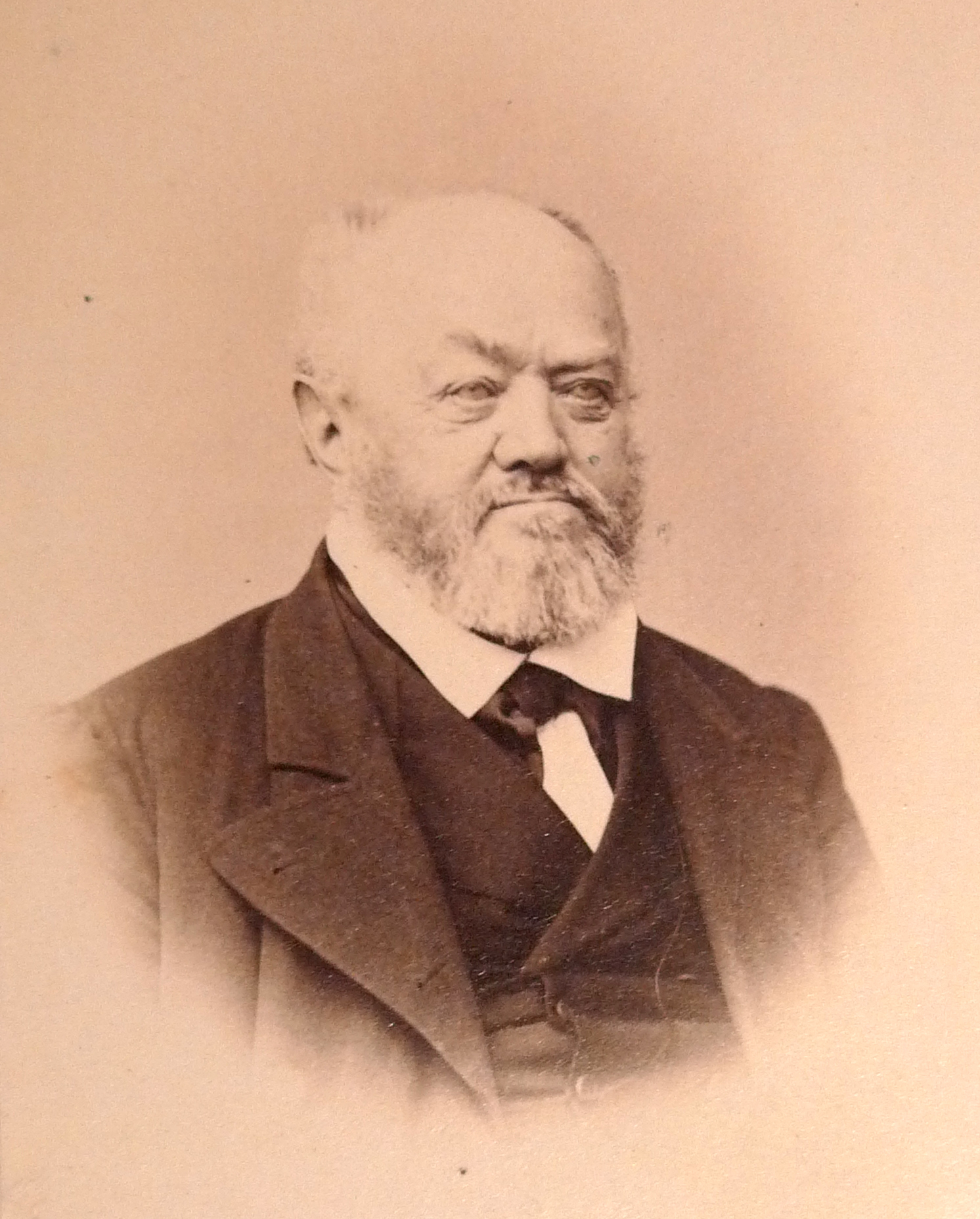
Johann Christoph Kees (ca. 1830)

Johann Christoph Kees (* 23. August 1786 in Gelnhausen; † 8. September 1864 in Graz) war Großmagazineur und Spediteur, Bauherr und Realitätenbesitzer in Graz.

## Leben
Johann Christoph Kees (ev.A.B.) kam aus Gelnhausen bei Frankfurt über Wien nach Graz, wo er sich endgültig niederließ.
Sein Vater war Johannes Kees, Sattlermeister in Gelnhausen, gestorben am 19. April 1805 in Gelnhausen.
Johann Christoph Kees lebte einige Jahre in Wien, heiratete hier 1816 Emilie Brüxner, die Tochter des Nürnberger Kaufmanns Johann Georg Brüxner (ev.A.B).
J.G.Brüxner war an der Errichtung der evangelischen Gemeinde in Wien beteiligt.
J.CH.Kees zog mit seiner jungen Familie weiter nach Graz und liess sich hier nieder.
Er hatte mit seiner Frau Emilie vier Kinder:
Marie, verehelichte Börner - sie liessen sich in Triest nieder, wo Heinrich Ernst Boerner einen Verlag gründete.
Emilie, verehelichte Lenk (Arzt in Graz)
Sophie, verehelichte Reyer (Univ.Prof.Dr.Alexander Reyer). deren Tochter Sophie Reyer heiratete den Philosophen Alois Riehl.
und
Adolph Kees. Adolph studierte Jus und blieb unverheiratet. Er fiel 1866 in der Schlacht bei Königgrätz
Johann Christoph Kees spielte bei der Bebauung der Gründerzeitviertel in Graz eine bedeutende Vorreiterrolle. Er war Bauherr von zahlreichen Bauten in Graz - wie des Palais Kees am Glacis und vonZinshäusern am Kleine Glacis (heute Radetzkystraße), Kaiser Josef Platz, Keesgasse, Wielandgasse, Jakoministrasse und Nelkengasse (...erster frühgründerzeitlicher Baublock vor dem Neutor...). Die Keesgasse erinnert an ihn.
Einer seiner Brüder? Ernest Kees, geb. am 6. Februar 1789 in Gelnhausen, gründete in Paris die 'Maison Ernest Kees - eventailliste' - Produktion von Fächern.